# Ischnoleomimus
Ischnoleomimus is een kevergeslacht uit de familie van de boktorren (Cerambycidae). De wetenschappelijke naam van het geslacht werd voor het eerst geldig gepubliceerd in 1940 door Breuning.

## Soorten
Ischnoleomimus omvat de volgende soorten:
- Ischnoleomimus arriagadai Galileo & Martins, 2004
- Ischnoleomimus excavatus Breuning, 1940
- Ischnoleomimus foveatus Galileo & Martins, 1996